# Батболдин Номін
Батболдин Номін (монг. Номин Батболдын; нар. 4 лютого 1993) — монгольський борець вільного стилю, срібний призер чемпіонату світу, дворазовий бронзовий призер чемпіонатів Азії, бронзовий призер Азійських ігор.

## Життєпис
Боротьбою почав займатися з 2005 року. Був срібним призером чемпіонату Азії 2010 року серед юніорів та срібним призером чемпіонату світу 2013 року серед юніорів.
Виступає за борцівський клуб «Олімп», Улан-Батор. 

## Спортивні результати на міжнародних змаганнях

### Виступи на Чемпіонатах світу
| Змагання                        | Збірна   | Вагова категорія          | Місце  |
| ------------------------------- | -------- | ------------------------- | ------ |
| Чемпіонат світу з боротьби 2015 | Монголія | вільна боротьба, до 61 кг | Срібло |

### Виступи на Чемпіонатах Азії
| Змагання                       | Збірна   | Вагова категорія          | Місце  |
| ------------------------------ | -------- | ------------------------- | ------ |
| Чемпіонат Азії з боротьби 2013 | Монголія | вільна боротьба, до 55 кг | Бронза |
| Чемпіонат Азії з боротьби 2015 | Монголія | вільна боротьба, до 61 кг | Бронза |

### Виступи на Азійських іграх
| Змагання           | Збірна   | Вагова категорія          | Місце  |
| ------------------ | -------- | ------------------------- | ------ |
| Азійські ігри 2014 | Монголія | вільна боротьба, до 57 кг | Бронза |

### Виступи на Кубках світу
| Змагання                    | Збірна   | Вагова категорія          | Місце |
| --------------------------- | -------- | ------------------------- | ----- |
| Кубок світу з боротьби 2014 | Монголія | вільна боротьба, до 57 кг | 5     |

### Виступи на інших змаганнях
| Змагання                                               | Збірна   | Вагова категорія          | Місце  |
| ------------------------------------------------------ | -------- | ------------------------- | ------ |
| Відкритий кубок Монголії з боротьби 2012               | Монголія | вільна боротьба, до 55 кг | Бронза |
| Кубок Президента Бурятської Республіки з боротьби 2012 | Монголія | вільна боротьба, до 55 кг | Бронза |
| Гран-прі «Харі Рам» 2012                               | Монголія | вільна боротьба, до 55 кг | Бронза |
| Турнір Дмитра Коркіна 2012                             | Монголія | вільна боротьба, до 55 кг | Срібло |
| Кубок Президента Бурятської Республіки з боротьби 2013 | Монголія | вільна боротьба, до 55 кг | Золото |
| Відкритий кубок Монголії з боротьби 2013               | Монголія | вільна боротьба, до 55 кг | Золото |
| Гран-прі «Іван Яригін» 2014                            | Монголія | вільна боротьба, до 57 кг | 12     |
| Кубок Тахті 2014                                       | Монголія | вільна боротьба, до 57 кг | Бронза |
| Турнір Яшара Догу 2014                                 | Монголія | вільна боротьба, до 57 кг | Золото |
| Гран-прі Німеччини з боротьби 2014                     | Монголія | вільна боротьба, до 57 кг | Срібло |
| Гран-прі «Іван Яригін» 2015                            | Монголія | вільна боротьба, до 57 кг | 11     |
| Турнір Олександра Медведя 2015                         | Монголія | вільна боротьба, до 61 кг | 11     |
| Кубок Президента Бурятської Республіки з боротьби 2015 | Монголія | вільна боротьба, до 61 кг | Срібло |
| Відкритий кубок Монголії з боротьби 2015               | Монголія | вільна боротьба, до 61 кг | Срібло |
| Кубок Президента Казахстану з боротьби 2015            | Монголія | вільна боротьба, до 61 кг | Срібло |
| Турнір Дана Колова — Николи Петрова 2016               | Монголія | вільна боротьба, до 65 кг | Бронза |
| Турнір Яшара Догу 2016                                 | Монголія | вільна боротьба, до 65 кг | 18     |
| Турнір Олександра Медведя 2016                         | Монголія | вільна боротьба, до 65 кг | 18     |
| Відкритий кубок Монголії з боротьби 2016               | Монголія | вільна боротьба, до 65 кг | Срібло |
| Кубок Президента Бурятської Республіки з боротьби 2016 | Монголія | вільна боротьба, до 65 кг | Золото |
| Кубок Президента Бурятської Республіки з боротьби 2017 | Монголія | вільна боротьба, до 65 кг | 11     |

### Виступи на змаганнях молодших вікових груп
| Змагання                                      | Збірна   | Вагова категорія          | Місце  |
| --------------------------------------------- | -------- | ------------------------- | ------ |
| Чемпіонат Азії з боротьби серед юніорів 2009  | Монголія | вільна боротьба, до 50 кг | 9      |
| Чемпіонат світу з боротьби серед юніорів 2009 | Монголія | вільна боротьба, до 50 кг | 13     |
| Чемпіонат Азії з боротьби серед юніорів 2010  | Монголія | вільна боротьба, до 55 кг | Срібло |
| Чемпіонат світу з боротьби серед юніорів 2010 | Монголія | вільна боротьба, до 55 кг | 11     |
| Чемпіонат світу з боротьби серед юніорів 2013 | Монголія | вільна боротьба, до 60 кг | Срібло |